# Đèo Gia
Đèo Gia là một xã thuộc tỉnh Bắc Ninh, Việt Nam.

## Địa lý
Xã Đèo Gia có vị trí địa lý:
- Phía đông giáp các xã Yên Định và Tuấn Đạo
- Phía tây giáp phường Chũ và xã Nam Dương
- Phía nam giáp xã Lục Sơn
- Phía bắc giáp các xã Lục Ngạn và Biển Động.

Xã Đèo Gia có diện tích 102,93 km², dân số 14.680 người, mật độ dân số đạt 142 người/km².

## Lịch sử
Ngày 27 tháng 10 năm 1962, Quốc hội ban hành Nghị quyết về việc thành lập tỉnh Hà Bắc trên cơ sở tỉnh Bắc Giang và tỉnh Bắc Ninh. Khi đó, xã Đèo Gia thuộc huyện Sơn Động, tỉnh Hà Bắc.
Ngày 14 tháng 3 năm 1963, Hội đồng Chính phủ ban hành Quyết định số 25-CP về việc sáp nhập xã Đèo Gia thuộc huyện Sơn Động vào huyện Lục Ngạn.
Ngày 6 tháng 11 năm 1996, Quốc hội ban hành Nghị quyết về việc chia tỉnh Hà Bắc thành tỉnh Bắc Giang và tỉnh Bắc Ninh. Khi đó, xã Đèo Gia thuộc huyện Lục Ngạn, tỉnh Bắc Giang.
Ngày 16 tháng 6 năm 2025, Ủy ban Thường vụ Quốc hội ban hành Nghị quyết số 1658/NQ-UBTVQH15 của UBTVQH về việc sắp xếp các đơn vị hành chính cấp xã của tỉnh Bắc Ninh năm 2025. Theo đó, sắp xếp toàn bộ diện tích tự nhiên, quy mô dân số của xã Tân Lập và xã Đèo Gia thành xã mới có tên gọi là xã Đèo Gia.